# I752
Der i752 (Codename Portola) ist ein Grafikprozessor von Intel, der 1999 in Form des Mainboard-Chipsatzes i810 erschien. Obwohl er schneller als sein Vorgänger i740 ist, galt er bereits bei Erscheinen als kostengünstige Grafiklösung. Im Gegensatz zu seinem Vorgänger wurde er nicht auf diskrete Grafikkarten verbaut, sondern ausschließlich in den Mainboard-Chipsätzen der i810-Reihe integriert.
Eine Weiterentwicklung namens i754 (Codename Coloma), die im Gegensatz zum i752 AGP-4x unterstützt, wurde in den Mainboard-Chipsätzen der i815-Reihe verwendet.